# Chien d'Artois
Pour les articles homonymes, voir Picard (homonymie) et Artois (homonymie).
Le chien d'Artois, parfois nommé grand chien d'Artois ou picard, est une race de chien de chasse d'origine française. Le chien d'Artois est un chien d'ordre de couleur tricolore. La nomenclature FCI le classe dans le groupe 6, section 1, sous-section 1.2 chiens courants de taille moyenne. Comme son nom l'indique, il est originaire de l'ancien comté d'Artois, qui constitue à présent une bonne partie du département du Pas-de-Calais. La race est utilisée comme chien courant et chien d'arrêt.

## Histoire
Le chien d'Artois est un descendant direct, en taille réduite du chien de Saint-Hubert à robe noire. Les premières mentions du chien d'Artois datent de la guerre de Cent Ans (XVe siècle) : le roi Henri VI d'Angleterre fait une entrée dans Paris accompagné de chiens d'Artois en 1431. 
Il évolue par la suite durant le siècle de la Renaissance pour atteindre les proportions qu'on lui connaît aujourd'hui. La standardisation de la race est faite lors de son incorporation aux meutes royales, dans la première moitié du XVIIe siècle. Pour le distinguer de l'ancienne forme dite « grand chien d'Artois », il est alors dénommé « briquet d'Artois », puis finalement « chien d'Artois ».
Cette race a connu son heure de gloire dans la vénerie des Bourbons, au temps d'Henri IV et de Louis XIII. Elle était alors très recherchée. Jean-Emmanuel Le Couteulx de Canteleu dans son Manuel de vénerie française (1890) parle encore avec éloge du chien d'Artois, qui a pourtant déjà sérieusement régressé. 
L'ère contemporaine a ménagé peu de place pour cette race de chien courant spécialisée dans la chasse en grande meute, au profit de croisements plus récents. Les effectifs de ces chiens ont décliné dangereusement durant la première partie du XXe siècle. Le chien d'Artois semblait même en voie de disparaître, après la Seconde Guerre mondiale. Dans les années 1970, les efforts conjugués de MMe Pilat et de M. Audrechy de Buigny-lès-Gamaches dans la Somme ont permis de sauver la race de l'extinction. 
Aujourd'hui, la race est hors de danger. Elle a retrouvé une certaine notoriété dans les milieux cynégétiques. 

## Standard

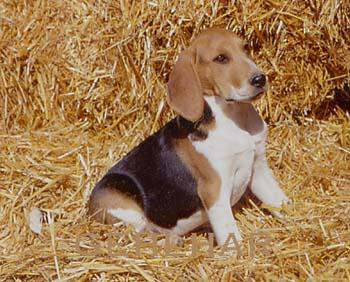
Chiot d'Artois.

Le chien d'Artois est un chien d'ordre de taille moyenne, au corps charpenté et musclé, pas trop long. Forte et assez longue, la queue est épiée (ou espiée) et portée en faucille sans retomber vers l'avant. La tête est large et forte. Attachée à la hauteur de la ligne de l’œil, la large oreille est pratiquement plate ce qui différencie le chien d'Artois des autres races de chiens courants français. L'extrémité arrondie atteint la naissance de la truffe. Les yeux sont saillants, grands, très ouverts et de couleur brun foncé.
Le poil est court, épais et assez plat. La robe est de couleur tricolore. Le fauve est foncé, tirant sur le poil de lièvre ou de blaireau. Le noir forme un manteau ou de grandes taches. La tête est habituellement fauve, quelquefois charbonnée.

## Races proches ou apparentées
Le chien d'Artois est apparenté aux différents bassets, dont il est l'ancêtre : notamment le basset artésien normand, ainsi qu'au beagle, qui est issu de croisements entre le chien d'Artois et des races anglaises.[réf. nécessaire] C'est d'ailleurs pour le distinguer du basset artésien que la race est encore, parfois, appelée grand chien d'Artois.
Le chien d'Artois, issu du puissant chien de Saint-Hubert, possède la plupart des qualités de son ancêtre, tout en étant plus petit, plus fin et plus leste, et d'un caractère bien plus sociable.

## Caractère
Le chien d'Artois est décrit dans le standard FCI comme un chien vigoureux et rustique, équilibré et affectueux. Très intelligent, le chien d'Artois peut entrer en meute dès l'âge de six mois. C'est un chien considéré comme obéissant et d'une grande gentillesse, bien que certains sujets trop dominateurs demandent une éducation ferme. Il se montre particulièrement tendre envers les enfants[réf. nécessaire]. 
Passionné de chasse et très sociable avec ses congénères, il est déconseillé de le faire vivre en ville. Le chien d'Artois ne supporte pas d’être attaché.

## Utilité
Le chien d'Artois est avant tout un chien de chasse utilisé comme chien courant ou comme chien d'arrêt. Il s'agit d'un excellent compagnon du chasseur à tir ou à courre. Le chien d'Artois est réputé pour la chasse au lièvre, mais il peut chasser le chevreuil, le sanglier et le lapin. Chassant à vitesse moyenne mais très endurant, le chien d'Artois est doté d'un excellent odorat et d'une belle voix aigüe qui porte loin.
Le chien d'Artois peut devenir un excellent chien de compagnie de caractère indépendant, à condition qu'on lui permette de se défouler régulièrement dans des courses ou de longues promenades.

## Entretien et santé

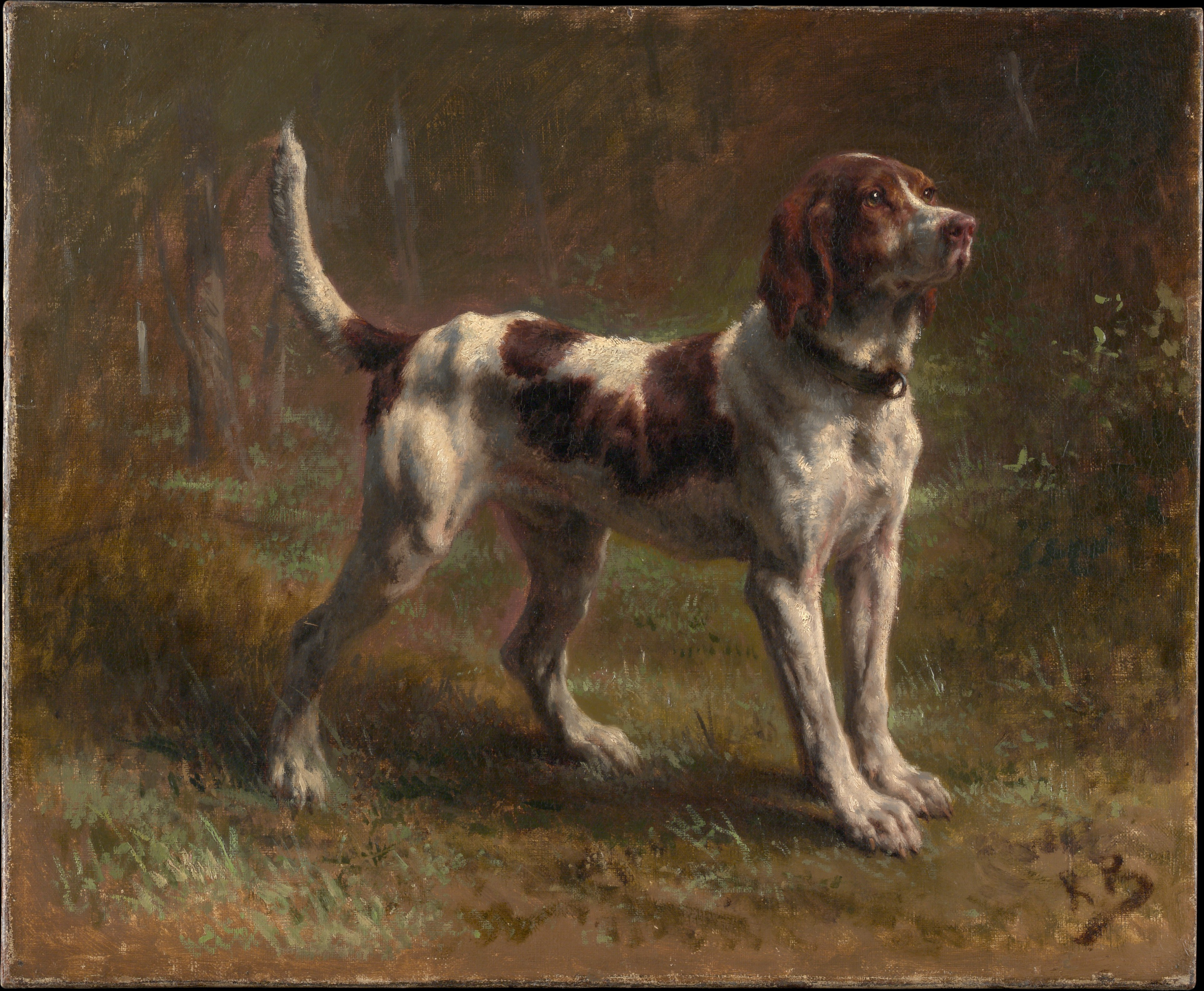
Briquet d'Artois par Rosa Bonheur, ca.1856.

### Alimentation
L'alimentation industrielle convient parfaitement à la croissance du chiot et à l'adulte. L'alimentation ménagère nécessite un supplément en vitamines et en calcium.

### Croissance et longévité
Le chien d'Artois grandit jusqu'à l’âge de un an. La longévité moyenne est de treize ans[réf. nécessaire].

### Note
1. ↑  Le Grand chien d'Artois était un intermédiaire entre le chien de Saint-Hubert et le chien d'Artois actuel, disparu vers le XVIe siècle.